# ماري تيريز أدينا أوندوا
ماري تيريز أدينا أوندوا  (بالإنجليزية: Marie-Thérèse Abena Ondoa)‏، هي طبيبة أطفال، أكاديمية، وسياسية كاميرونية. عملت كمساعد عميد كلية الطب في جامعة ياوندي، ثم عينت وزيرة للمرأة والأسرة سنة 2009.